# 法爾博冰川
法爾博冰川（英語：Farbo Glacier）是南極洲的冰川，位於瑪麗伯德地，處於麥科伊山以西15公里，最終注入蘭德冰川，美國地質調查局根據測量和該國海軍的空中照片繪入地圖，現時由南極條約體系管理。